# National Health
National Health – brytyjski zespół związany ze sceną Canterbury, grający jazz rock i rock progresywny  w latach 1975-1983.

## Historia
Założony w 1975 roku zespół składał się z klawiszowców Dave'a Stewarta (ex-Egg, Khan, Hatfield and the North) i Alana Gowena (ex-Gilgamesh), gitarzystów Phila Millera (ex-Matching Mole, Hatfield and the North) i Phila Lee (ex-Gilgamesh) oraz basisty Monta Campbella (ex-Egg, Gilgamesh) jako pierwotny skład. Nazwa zespołu pochodzi od okularów Dave’a Stewarda (National Health Service). Bill Bruford (ex-Yes, King Crimson) był początkowo perkusistą, ale wkrótce został zastąpiony przez Pipa Pyle'a (ex-Khan, Gong, Hatfield and the North). Natomiast Campbella zastąpił Neil Murray (ex-Gilgamesh, Hanson, Colosseum II), jednak później Murraya zastąpił John Greaves (ex-Henry Cow). Alan Gowen przestał występować z grupą po wydaniu pierwszego albumu, jednak powrócił na ostatnie trasy koncertowe zastępując Dave'a Stewarta, który odszedł po wydaniu drugiego albumu. Jedynym stałym członkiem National Health był gitarzysta Phil Miller.
Zespół, mimo częstego zmieniającego się składu, intensywnie koncertował i wydał swój pierwszy album National Health w 1978 roku. Mimo że powstał w okresie rozwoju punk rocka, album charakteryzuje się długimi, w większości instrumentalnymi kompozycjami. Ich druga płyta Of Queues and Cures, również z 1978 roku, na której pojawili się muzycy grupy Henry Cow, Peter Blegvad (recytacja w utworze "Squarer For Maud") i Georgie Born (wiolonczela), jest uznawana za jedną z "najlepszych płyt w historii" na stronie internetowej Gnosis. Po śmierci Gowena 17 maja 1981 roku (zmarł na białaczkę), Dave Stewart dołączył do pozostałych członków zespołu, aby nagrać album D.S. Al Coda (1982), zbiór kompozycji Gowena, w większości wcześniej nienagranych. Oryginalne albumy i dodatkowy materiał archiwalny zostały później wydane na płytach CD.
Intro do utworu "Binoculars" zostało wykorzystane jako sampel w utworze "Black Moon" amerykańskiej grupy rockowej Deftones.

## Muzycy
- Dave Stewart - instrumenty klawiszowe (1975-1978, 1981, 1983)
- Alan Gowen - instrumenty klawiszowe (1975-1977, 1979-1980)
- Amanda Parsons - śpiew (1975-1977)
- Phil Miller - gitara (1975-1980, 1981, 1983)
- Phil Lee - gitara (1975)
- Mont Campbell - gitara basowa (1975-1976)
- Bill Bruford - perkusja (1975, 1976, 1976-1977)
- Richard Burgess - perkusja (1975-1976)
- Steve Hillage - gitara (1976)
- John Mitchell - perkusja (1976)
- Neil Murray - gitara basowa (1976-1978)
- Pip Pyle - perkusja (1977-1980, 1981, 1983)
- John Greaves - gitara basowa (1978-1980, 1981, 1983)
- Georgie Born - wiolonczela (1978)
- Lindsay Cooper - fagot (1978)

## Dyskografia

### Albumy studyjne
- National Health (1978, Affinity)
- Of Queues and Cures (1978, Charly Records)
- D.S. Al Coda (1982, Lounging Records)
- Missing Pieces (1996,	Voiceprint; nagrania archiwalne)[3]

### Albumy koncertowe
- Playtime (2001, Cuneiform Records; nagrania koncertowe z 1979 roku)

### Kompilacje
- Complete (1990, East Side Digital; wszystkie trzy albumy studyjne oraz utwory bonusowe)
- Dreams Wide Awake (2005, Atom; wybrane utwory z dwóch pierwszych płyt studyjnych)

## Filmografia
- 2015: Romantic Warriors III: Canterbury Tales (DVD)